# حسرة

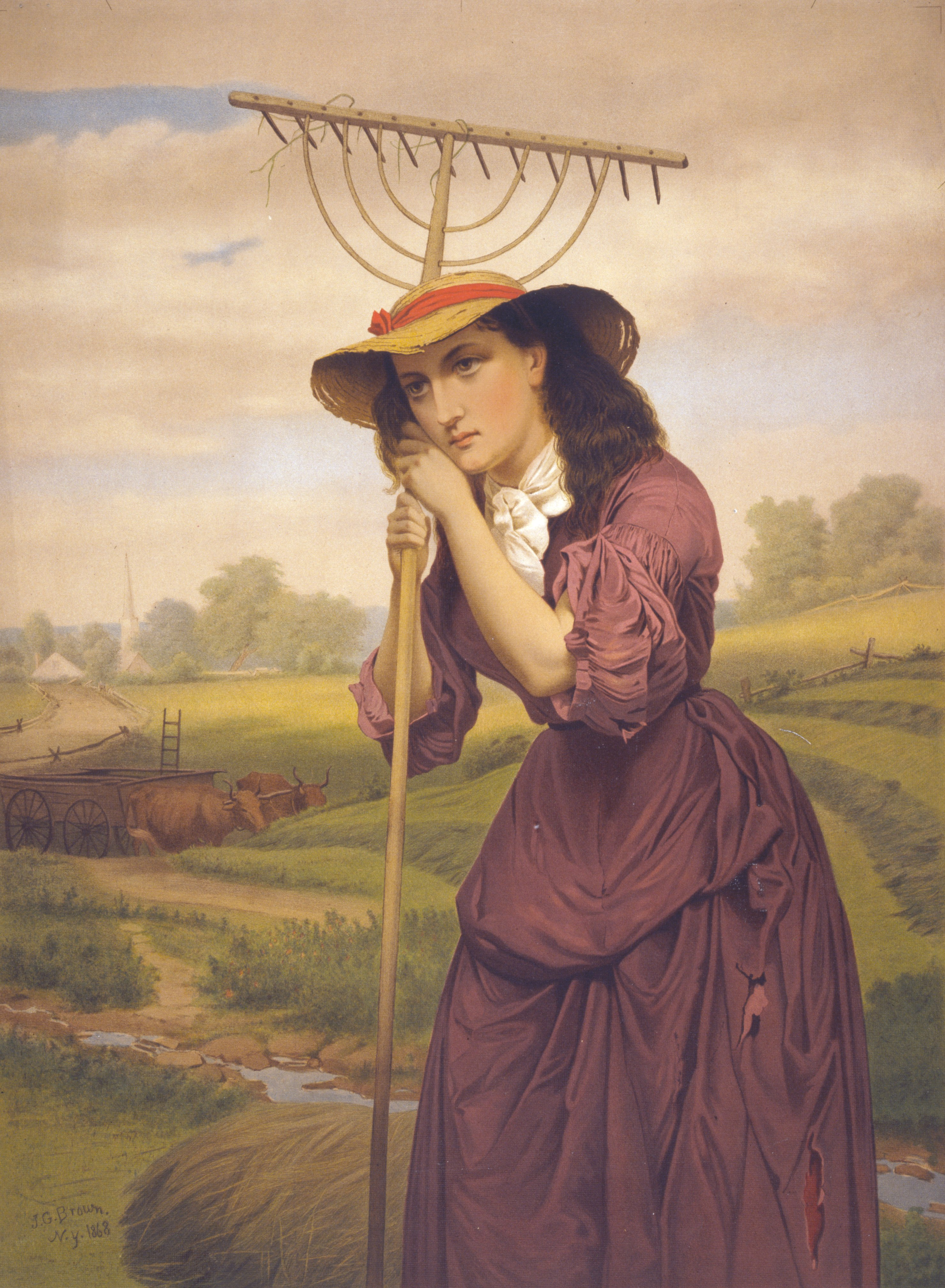
تنظر البطلة الخيالية مود مولر التي ابتكرها جون جرينليف ويتير إلى المسافة البعيدة، وتتحسر على تقاعسها وتفكر فيما كان يمكن أن يحدث.

الحسرة هي عاطفة الرغبة في أن يكون الشخص قد اتخذ قرارًا مختلفًا في الماضي، لأن عواقب القرار الذي اتخذه كانت غير مواتية.
الحسرة مرتبط بالفرصة المدركة. وتختلف شدتها بمرور الوقت بعد اتخاذ القرار، فيما يتعلق بالعمل مقابل عدم العمل، وفيما يتعلق بضبط النفس في سن معينة. يُعتقد أن اللوم الذاتي الذي يأتي مع الحسرة يحفز على اتخاذ إجراءات تصحيحية والتكيف.
في المجتمعات الغربية، يشعر البالغون بأكبر قدر من الحسرة فيما يتعلق باختياراتهم التعليمية.

## التعريف
عرف علماء النفس الحسرة في أواخر التسعينيات بأنها عاطفة سلبية مبنية على استنتاج تصاعدي، يركز على الذات، ويتعارض مع الواقع. وفي تعريف آخر هي "حالة عاطفية منفرة ناجمة عن التناقض في قيم نتائج الأفعال المختارة مقابل الأفعال غير المختارة".
تختلف الحسرة عن الندم، فالحسرة هي أشد الندم حتى يتوقف الإنسان عن أن يفعل شيئاً، ويقولون الشخص الحسير الذي تبلغ به درجة الندم أن لا ينتفع بأي شيء حتى ينقطع ولا يستطيع الاستمرار في فعل شيء آخر. الندم له درجات أيضاً ولكن الحسرة أشد الندم، هي من الندم لكن أقوى من الندم يبلغ الندم مبلغاً. وفي القرآن: ﴿وَقَالَ الَّذِينَ اتَّبَعُوا لَوْ أَنَّ لَنَا كَرَّةً فَنَتَبَرَّأَ مِنْهُمْ كَمَا تَبَرَّءُوا مِنَّا كَذَلِكَ يُرِيهِمُ اللَّهُ أَعْمَالَهُمْ حَسَرَاتٍ عَلَيْهِمْ وَمَا هُمْ بِخَارِجِينَ مِنَ النَّارِ ۝١٦٧﴾ [البقرة:167] و يقول الله تعالى: ﴿يَا حَسْرَةً عَلَى الْعِبَادِ مَا يَأْتِيهِمْ مِنْ رَسُولٍ إِلَّا كَانُوا بِهِ يَسْتَهْزِئُونَ ۝٣٠﴾ [يس:30].
الحسرة تختلف عن خيبة الأمل أو الإحباط. كلاهما عبارة عن تجارب عاطفية سلبية تتعلق بنتيجة الخسارة، وكلاهما له ارتباطات عصبية مماثلة. ومع ذلك، فإنها تختلف فيما يتعلق برد الفعل حول النتيجة، ومقارنة الفرق بين النتائج للفعل المختار مقابل الفعل غير المختار؛ ففي حالة الحسرة يكون رد الفعل متشائمًا وسلبيًا كليًا. أما في خيبة الأمل يكون رد الفعل سلبيًا جزئيًا. 

## في الأنواع الأخرى
أشارت دراسة نشرت عام 2014 من قبل علماء الأعصاب في جامعة مينيسوتا إلى أن الفئران قادرة على الشعور بالحسرة على أفعالها. لم يُعثر على هذه المشاعر من قبل في أي من الثدييات الأخرى باستثناء البشر. قام الباحثون بإعداد مواقف لتحفيز الندم والحسرة، وقد عبرت الفئران عن حسرتها من خلال سلوكها وأنماط عصبية محددة في نشاط الدماغ.
في عام 2013، قامت دراسة نشرها شخصان في قسم الأنثروبولوجيا التطورية بجامعة ديوك بتحليل العلاقة بين القرارات والنتائج وردود الفعل العاطفية في تصرفات الرئيسيات مثل الشمبانزي والبونوبو. وكانت النتائج أن البونوبو كان أكثر ميلاً إلى محاولة تغيير قراره بعد أن كانت النتيجة غير مرغوبة وأقل ميلاً إلى اتخاذ خيار محفوف بالمخاطر. وستؤثر النتائج على قرارهم التالي. لقد وجد أن الشمبانزي لا يغير رد فعله تجاه النتيجة حتى بعد أن أدى القرار إلى شيء غير مرغوب فيه. وقد دفع هذا الباحثين إلى الاعتقاد بأن بعض الرئيسيات، بما في ذلك البونوبو والشمبانزي، أكثر عرضة لمشاعر الندم والحسرة التي قد تدفعهم إلى تغيير عرضهم في سلوكيات معينة.